# 劍橋大學出版社

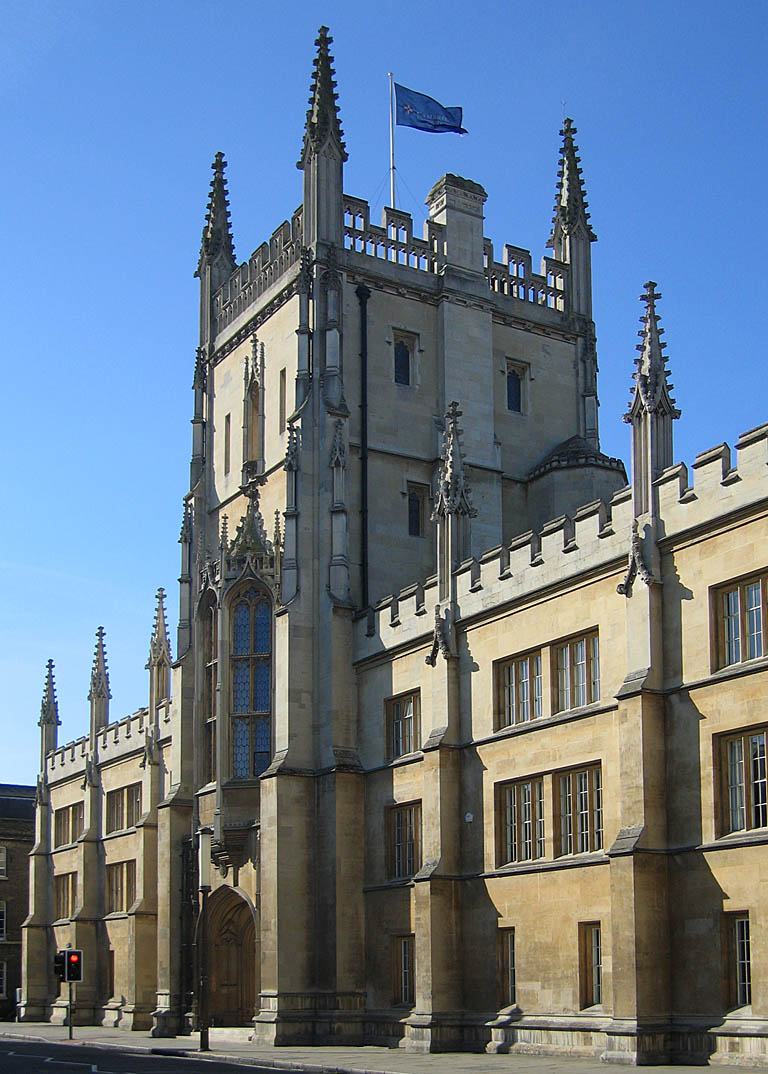
劍橋大學出版社總部

劍橋大學出版社（英語：Cambridge University Press）隸屬於英國劍橋大學，成立於1534年，是世界上僅次於牛津大學出版社的第二大大學出版社。

## 歷史
劍橋大學出版社為世上現存最古老的大學出版社之一。在1534年之前，剑桥大學沒有印刷所或自己的印刷設備。同時受當時政治、宗教統治的影響，也無權指定或設置印，1534年頒布特許狀（Letters Patent），准許劍橋大學從事出版及印刷事業；授權校方可經由校長的同意在校內印製各種書籍，並可以在國內各地銷售。然而受到其他出版商的阻撓，直到1584年才印製第一本書。
出版社成立初期，以印製聖經及祈禱書為主。1591年印製第一本聖經，使該社成為世上最古老的聖經出版社。自1629年起，被授權印製由英王所核定編集的欽定版聖經。在1850年代大量出版聖經的所得，甚至成為該社的主要收入來源，而所出版的聖經版本也達百餘種。到了1870年代，因英國的中等教育不斷成長，以及各種學校考試需要，有一部分的考試由劍橋大學負責，遂使得教科書及試題成為新興的出版市場。隨著時代的進步，除了聖經、祈禱書、教科書、試題外，該出版社已擴大到出版各種主題的參考書、期刊、學報、電腦軟體、視聽資料，同時也為皇家學院出版有關重要會議紀錄、記載國家重大事件，如聖職授任及皇室慶典。
為了解決銷售、庫存等問題，校方於1733年設置了出版社理事會（Press Syndicate）。其成員由校方指派，所出版的書必須是對學術及教育有所貢獻，並經由理事會同意後才可出版。經過多年的修正後，理事會的組織、角色功能、性質、財務、人事任免、薪給等明訂於「J 法規」（Statute J）中。在法規中闡明該社為劍橋大學不可或缺的一部分。雖然在實質上是有交易行為的事業，卻不是公司，沒有個人或商業利益涉入，也不包括股東、投資人、合夥人、或是個人經營者的財務利害關係在內。本質上是從事教育的慈善機構，資金都來自所從事的慈善交易活動，並無政府的補助或津貼；同時，收入和基金只能用在從事法規中所規定的慈善目標和活動。1902年，標誌現代劍橋發展的一個重要里程碑：陸續出版30多種劍橋歷史系列圖書，包括拉丁美洲、中國、日本、英國文學、美國文學等。如今，該出版社每年有2000多種印刷版和電子版出版物面世，是世界上最大的教育和學術出版社之一。劍橋大學出版社分為人文和社會科學部、科學技術和醫學部、英語教學部、諮詢和電子部、期刊部等部門。該社人文部每年出版近100種出版物，包括文學、戲劇、哲學、語言學、古典名著、宗教研究、音樂、電影、藝術和建築史等領域。社會科學部每年出版近400種出版物，包括歷史、政治、經濟、法律、心理學、社會學、人類學和考古學等方面的學生課本和學術參考書。該社科學、技術和醫學部每年出版約300種出版物，其中科學教科書的比重逐漸增加。劍橋大學出版社向國內外出版140種以上的期刊，其中約一半科學技術和醫學，一半屬人文和社會科學。這些期刊中有許多被認為是所在領域的核心期刊。劍橋大學出版社在108個國家有24000名作者，其中美國佔8000名，澳大利亞佔1300名。

## 外部連結
- 劍橋大學出版社（页面存档备份，存于）（英文）